# Gunju - Gamyeon-ui ju-in
Gunju - Gamyeon-ui ju-in (군주-가면의 주인?, lett. "Monarca - Il padrone della maschera"; titolo internazionale The Emperor: Owner of the Mask, conosciuta anche come Ruler: Master of the Mask) è una serie televisiva sudcoreana trasmessa su MBC dal 10 maggio al 13 luglio 2017.

## Trama
L'organizzazione nota come Pyeonsuhoe controlla la politica di Joseon, avendo tra i suoi membri molti dei ministri e lo stesso re, asserviti a sé tramite un veleno che, se non assunto regolarmente, porta alla morte. Quando il figlio appena nato, Lee Seon, viene avvelenato, il re è costretto a rivolgersi al Pyeonsuhoe per l'antidoto, concedendo in cambio il monopolio sulle forniture d'acqua; per impedire che il principe debba in futuro entrare nell'organizzazione, decide di tenerne nascosto il volto facendogli indossare una maschera e spargendo la voce che abbia contratto una malattia.
Anni dopo, una volta cresciuto, il principe esce di nascosto da palazzo spacciandosi per un giovane di nome Chun-soo, e conosce la figlia del funzionario Han Kyu-ho, Ga-eun, e un amico d'infanzia di lei che porta il suo stesso nome, Lee Seon. All'apprendere che la gente non può procacciarsi l'acqua necessaria a vivere, incarica Han Kyu-ho d'indagare, ma il Pyeonsuhoe costringe il re a uccidere l'uomo facendolo decapitare dal principe ereditario; poiché quest'ultimo si rifiuta, è la sua guardia personale a indossare la maschera e giustiziarlo, spingendo Ga-eun a odiare il principe che ha tradito suo padre.
Intanto, il sovrano cerca degli omonimi del figlio da presentare al Pyeonsuhoe per la cerimonia d’iniziazione, ma vengono tutti uccisi dal capo dell'organizzazione, Dae-mok, quando vengono scoperti: Lee Seon si offre quindi di sostituire il principe all'ultimo minuto. A iniziazione avvenuta, Dae-mok uccide il re e, scoperto di essere stato ingannato, si sbarazza anche del principe vero, approfittando del fatto che nessuno conosca il viso dell'erede per porre sul trono Lee Seon come suo burattino. Il vero principe ereditario, tuttavia, sopravvive e, cinque anni dopo, torna come capo della rete di corrieri di Joseon per riprendersi il posto che gli spetta.

## Personaggi
- Principe ereditario Lee Seon, interpretato da Yoo Seung-ho
- Han Ga-eun, interpretata da Kim So-hyun
- Plebeo Lee Seon, interpretato da Kim Myung-soo
- Kim Hwa-gun, interpretata da Yoon So-hee
- Kim Dae-mok, interpretato da Heo Joon-ho
- Woo Boo, interpretato da Park Chul-min
- Kim Woo-jae, interpretato da Kim Byung-cheol
- Joo Jin-myung, interpretato da Kim Jong-soo
- Choi Sung-gi, interpretato da Do Yong-goo
- Heo Yoo-gun, interpretato da Jung Kyu-soo
- Jo Tae-ho, interpretato da Kim Young-woong
- Gon, interpretato da Kim Seo-kyung
- Signor Jang, interpretato da Park Ki-ryung
- Lee Chung-woon, interpretato da Shin Hyun-soo
- Park Moo-ha, interpretato da Bae Yoo-ram
- Yoo Sun-daek, interpretata da Park Hyun-suk
- Padre del plebeo Lee Seon, interpretato da Jung Hae-gyun
- Kko-mool, interpretata da Go Na-hee
- Re Lee Yoon, interpretato da Kim Myung-soo
- Regina, interpretata da Kim Sun-kyung
- Dama Lee Young-bin, interpretata da Choi Ji-na
- Lee Bum-woo, interpretato da Jung Doo-hong
- Hyun-suk, interpretato da Song In-guk
- Dama di corte Han, interpretata da Jung Ah-mi
- Eunuco capo, interpretato da Lee Dae-ro

## Ascolti
| Episodio | Data di trasmissione | Dati TNMS           | Dati TNMS                  | Dati AGB            | Dati AGB                   |
| Episodio | Data di trasmissione | A livello nazionale | Area metropolitana di Seul | A livello nazionale | Area metropolitana di Seul |
| -------- | -------------------- | ------------------- | -------------------------- | ------------------- | -------------------------- |
| 1        | 10 maggio 2017       | 8,8%                | 10,0%                      | 9,7%                | 10,5%                      |
| 2        | 10 maggio 2017       | 10,1%               | 10,9%                      | 11,6%               | 12,1%                      |
| 3        | 11 maggio 2017       | 10,4%               | 11,5%                      | 10,5%               | 11,2%                      |
| 4        | 11 maggio 2017       | 10,8%               | 11,9%                      | 12,6%               | 13,4%                      |
| 5        | 17 maggio 2017       | 8,5%                | 10,4%                      | 11,2%               | 11,8%                      |
| 6        | 17 maggio 2017       | 9,2%                | 11,0%                      | 12,5%               | 12,9%                      |
| 7        | 18 maggio 2017       | 10,4%               | 11,8%                      | 12,0%               | 12,9%                      |
| 8        | 18 maggio 2017       | 11,6%               | 13,1%                      | 13,4%               | 14,2%                      |
| 9        | 24 maggio 2017       | 10,6%               | 10,9%                      | 11,9%               | 12,7%                      |
| 10       | 24 maggio 2017       | 11,7%               | 12,6%                      | 13,8%               | 15,2%                      |
| 11       | 25 maggio 2017       | 11,1%               | 11,7%                      | 12,1%               | 13,2%                      |
| 12       | 25 maggio 2017       | 12,3%               | 13,3%                      | 13,8%               | 15,1%                      |
| 13       | 31 maggio 2017       | 11,8%               | 13,8%                      | 11,7%               | 12,2%                      |
| 14       | 31 maggio 2017       | 12,8%               | 15,7%                      | 13,6%               | 14,5%                      |
| 15       | 1 giugno 2017        | 12,0%               | 14,5%                      | 12,0%               | 12,6%                      |
| 16       | 1 giugno 2017        | 13,4%               | 15,8%                      | 13,6%               | 14,2%                      |
| 17       | 7 giugno 2017        | 11,6%               | 13,0%                      | 10,9%               | 11,6%                      |
| 18       | 7 giugno 2017        | 12,4%               | 14,0%                      | 11,9%               | 11,0%                      |
| 19       | 8 giugno 2017        | 11,0%               | 13,0%                      | 11,2%               | 11,2%                      |
| 20       | 8 giugno 2017        | 11,4%               | 14,0%                      | 12,2%               | 12,1%                      |
| 21       | 14 giugno 2017       | 11,8%               | 13,0%                      | 11,3%               | 11,8%                      |
| 22       | 14 giugno 2017       | 13,0%               | 14,5%                      | 13,0%               | 13,8%                      |
| 23       | 15 giugno 2017       | 10,3%               | 11,3%                      | 11,3%               | 11,3%                      |
| 24       | 15 giugno 2017       | 12,0%               | 13,2%                      | 13,4%               | 13,2%                      |
| 25       | 21 giugno 2017       | 10,3%               | 11,5%                      | 10,6%               | 10,8%                      |
| 26       | 21 giugno 2017       | 11,8%               | 13,0%                      | 13,2%               | 13,5%                      |
| 27       | 22 giugno 2017       | 10,0%               | 11,9%                      | 10,8%               | 11,4%                      |
| 28       | 22 giugno 2017       | 11,6%               | 14,1%                      | 12,2%               | 12,4%                      |
| 29       | 28 giugno 2017       | 9,6%                | 11,0%                      | 10,2%               | 10,1%                      |
| 30       | 28 giugno 2017       | 11,2%               | 13,7%                      | 12,2%               | 12,3%                      |
| 31       | 29 giugno 2017       | 10,5%               | 12,6%                      | 11,9%               | 11,9%                      |
| 32       | 29 giugno 2017       | 12,2%               | 14,5%                      | 14,4%               | 14,6%                      |
| 33       | 5 luglio 2017        | 12,1%               | 14,0%                      | 12,6%               | 13,3%                      |
| 34       | 5 luglio 2017        | 14,0%               | 14,6%                      | 13,6%               | 14,5%                      |
| 35       | 6 luglio 2017        | 12,9%               | 15,2%                      | 12,8%               | 13,5%                      |
| 36       | 6 luglio 2017        | 14,7%               | 16,6%                      | 14,9%               | 15,2%                      |
| 37       | 12 luglio 2017       | 15,5%               | 18,0%                      | 13,2%               | 13,9%                      |
| 38       | 12 luglio 2017       | 17,6%               | 20,3%                      | 14,5%               | 15,2%                      |
| 39       | 13 luglio 2017       | 14,4%               | 16,1%                      | 13,3%               | 13,5%                      |
| 40       | 13 luglio 2017       | 16,0%               | 18,4%                      | 14,4%               | 14,7%                      |
| Media    | Media                | 11,5%               | 13,51%                     | 12,4%               | 13,19%                     |

## Colonna sonora
1. The Man That Couldn't Cry (남자라 울지 못했어) – Yang Yo-seob (Highlight)
2. From The First Time You and Me (처음부터 너와 나) – Bolbbalgan4
3. For a While (잠시나마) – Hwang Chi-yeul
4. Star And Sun (별과 해) – Kei (Lovelyz)
5. Between Seasons (계절사이) – Kim Yeon-ji
6. I'm OK (괜찮다고) – Kim Na-young
7. The Tree (나무) – Yang Yo-seob (Highlight)
8. The Person Who I Love (내가 사랑할 사람) – K.Will
9. Sparkling (반짝인다) – Hwanhee
10. Flowing Down My Cheeks (두볼에 흐른다) – Seo Young-eun
11. Affection (애심) – Gavy NJ
12. Even If I Want (원하고 원해도) – ZIA
13. Only One Person (단 한사람) – Kim Greem
14. It's Okay Even If It's Not Me (내가 아니어도 좋아) – L (Infinite)
15. 'Water Orchid (수란 (水蘭)) – Suran
16. Can't You Hear My Heart (내 맘이 들리지 않니) – Kim So-hyun

## Riconoscimenti
| Anno | Premio                  | Categoria                 | Ricevente                                 | Risultato       |
| ---- | ----------------------- | ------------------------- | ----------------------------------------- | --------------- |
| 2017 | Korea Drama Awards      | Miglior drama             |                                           | Vincitore/trice |
| 2017 | Korea Drama Awards      | Miglior regista           | Noh Do-cheol                              | Candidato/a     |
| 2017 | Korea Drama Awards      | Miglior sceneggiatore     | Park Hye-jin                              | Vincitore/trice |
| 2017 | Korea Drama Awards      | Premio all'eccellenza     | Jeon No-min                               | Vincitore/trice |
| 2017 | Korea Drama Awards      | Miglior nuovo attore      | Kim Myung-soo                             | Candidato/a     |
| 2017 | Korea Drama Awards      | Premio KDA                | Heo Jun-ho                                | Vincitore/trice |
| 2017 | The Seoul Awards        | Miglior nuova attrice     | Yoon So-hee                               | Vincitore/trice |
| 2017 | Mnet Asian Music Awards | Miglior colonna sonora    | Bolbbalgan4 — "You and Me from the Start" | Candidato/a     |
| 2017 | Melon Music Awards      | Miglior colonna sonora    | Bolbbalgan4 — "You and Me from the Start" | Candidato/a     |
| 2017 | Korea Hallyu Awards     | Premio cultura popolare   | Kim So-hyun                               | Vincitore/trice |
| 2017 | MBC Drama Awards        | Drama dell'anno           |                                           | In attesa       |
| 2017 | MBC Drama Awards        | Premio popolarità (uomo)  | Yoo Seung-ho                              | In attesa       |
| 2017 | MBC Drama Awards        | Premio popolarità (uomo)  | Kim Myung-soo                             | In attesa       |
| 2017 | MBC Drama Awards        | Premio popolarità (donna) | Kim So-hyun                               | In attesa       |
| 2017 | MBC Drama Awards        | Premio miglior cattivo    | Heo Joon-ho                               | In attesa       |
| 2017 | MBC Drama Awards        | Premio miglior trambusto  | Kim Myung-soo                             | In attesa       |